# Industriepharmazeut
Ein Industriepharmazeut ist innerhalb Deutschlands eine Person, die ein pharmazeutisches Studium abgeschlossen hat und eine Tätigkeit in der pharmazeutischen Industrie ausübt.

## Berufsbild
- Ein Industriepharmazeut beherrscht grundlegende Kenntnisse in den mathematisch-naturwissenschaftlichen Fächern Chemie, Biologie, Mathematik, Physik und Medizin.
- Er versteht die Anforderungen der Arzneimittelentwicklung von der Wirkstofffindung bis hin zur Zulassung und ist durch seine interdisziplinäre Ausbildung fachlich und sachlich in der Lage jede Stufe der Entwicklung unterstützend zu begleiten.
- Im Besonderen ist er befähigt, alle die für Herstellung von Arzneimitteln und für die Arzneimittelsicherheit relevanten Tätigkeiten fachgerecht und selbstständig durchzuführen, dazu gehören Galenik, Herstellung, Arzneimittelanalytik, Arzneimittelprüfung, Qualitätsmanagement und Qualitätssicherung.[1]

Nach erfolgreichem Hochschulabschluss und einer mindestens zweijährigen praktische Tätigkeit in der Arzneimittelprüfung besitzt er die gemäß §15 des Gesetzes über den Verkehr mit Arzneimitteln (Arzneimittelgesetz, AMG) erforderlichen Kenntnisse um die Funktion einer „sachkundigen Person“ nach §14 des Arzneimittelgesetzes ausüben zu können.

## Ausbildung
Das Hochschulstudium kann sowohl als Studium der Pharmazie an einer Universität als auch als Studium der Angewandten Pharmazie an einer Fachhochschule absolviert werden.